# Mike Hannigan
Michael "Mike" Hannigan (1967) is een personage uit de televisieserie Friends. Zijn rol werd gespeeld door de acteur Paul Rudd. Mike wordt samen met Gunther gezien als de zevende Friend.

## Biografie
Mike Hannigan is de man met wie Phoebe Buffay uiteindelijk zal trouwen. Oorspronkelijk was het geen succes: Joey en Phoebe zouden dates voor elkaar regelen, maar Joey was vergeten een date voor Phoebe te vinden. Daarom nodigde hij de eerste de beste man met de naam Mike uit. Phoebe kwam er achter en was woedend, maar uiteindelijk vonden de twee elkaar toch.
Mike's ouders zijn rijk en enigszins snobistisch. Ze hebben dan ook moeite met Phoebe, die immers op straat heeft geleefd. Mike kiest echter voor Phoebe. Ze beëindigen de relatie echter na een paar maanden omdat Mike niet wil trouwen.
Wanneer David ("the scientist guy") Phoebe een aanzoek wil doen realiseert Mike zich zijn stommiteit en probeert Phoebe's hart terug te winnen. Phoebe kiest voor Mike en aan het eind van seizoen 10 trouwen ze.
Bedenkers: Marta Kauffman · David Crane 

Friends: Rachel Green (Jennifer Aniston) · Monica Geller (Courteney Cox) · Ross Geller (David Schwimmer) · Phoebe Buffay (Lisa Kudrow) · Chandler Bing (Matthew Perry) · Joey Tribbiani (Matt LeBlanc)

Nevenpersonages: Gunther (James Michael Tyler) · Janice Litman-Goralnick (Maggie Wheeler) · Mike Hannigan (Paul Rudd) · Ben Geller (Cole Sprouse) · Jack Geller (Elliott Gould) · Judy Geller (Christina Pickles)

Titelsong: The Rembrandts - I'll Be There for You 

Spin-off: Joey (afleveringen)

Overig: Central Perk · gastrollen · afleveringen